# Юрий Васильевич (князь углицкий)
Юрий (Георгий) Васильевич (30 октября 1532 — 25 ноября 1563) — князь Углицкий (1533—1563).
Младший сын Великого князя Московского Василия III и Елены Глинской, младший брат Ивана Грозного.

## Биография
Родился 30 октября 1532 году глухонемым, из-за чего впоследствии не принимал участия в политической жизни России.
Крещён 3 ноября в Троице-Сергиевом монастыре игуменом Иосафом Скрипицыным «да старец Даниил с Переславля». При крещении получил имя великомученника Георгия Победоносца. Вместе с отцом, матерью и братом 21 сентября 1533 года отправляется на богомолье в Троице-Сергиев монастырь, где родители 26 сентября отмечают память преподобного Сергия Радонежского.
Отец перед смертью (ум. 3 декабря 1533 года) объявляет своим наследником трёхлетнего брата, князя Ивана Грозного, а князю Юрию назначил в вотчину Черкизово, Углич, Мологу, Бежецк, Калугу, Малоярославец, Медынь и Мещовск. Вдобавок к уделу ему даётся для дворового обихода несколько сёл под Москвой и в Московском уезде.
В январе 1540 года вместе с братом встречает чудотворные иконы, привезённые из Ржева в Москву.
В июле 1541 года молился с братом в Успенском соборе у могилы митрополита Петра о небесном заступничестве от нашествия крымского хана Сагиб-Гирея.
Летом 1546 года сопровождал брата в Коломну, а осенью и в начале зимы сопровождал его в поездке в Новгород и Псков. По дороге посетили Псково-Печёрский, Тихвинский и Кирилло-Белозерский монастыри. В Новгороде останавливался в Каменном городе «в Детинцова в архиепископове дворе».
Присутствует 16 января 1547 года в Успенском соборе Московского кремля на торжественном венчании брата великого князя Ивана Грозного на царство, осыпает его золотыми деньгами.
В том же году 3 февраля присутствует на свадьбе своего брата и царя Ивана Грозного и Анастасии Романовны Захарьиной-Юрьевой, сидел «за столом в большом месте». В сентябре 1547 года князь Юрий начинает готовиться к собственной свадьбе и 3 ноября замуж за князя Юрия была выдана княжна Иулиания Дмитриевна из рода Палецких, которые реально и управляли владением Юрия. После свадьбы царь указал семье жить при его дворе.
В ноябре 1546 года сопровождал брата в Новгород и Псков. В 1550 году принимал участие в казанском походе.
В 1553 году, когда во время болезни Ивана Грозного происходил спор о престолонаследии, Юрий Васильевич не имел сторонников между боярами, так как, по словам князя Курбского, был «безумен, без памяти, бессловесен»; тесть его, князь Палецкий, только послал сказать двоюродному брату царя, князю Старицкому Владимиру Андреевичу, и его матери Ефросинье, что если они дадут Юрию и жене его удел, назначенный ему в завещании отца, то он, Палецкий, не будет противиться возведению князя Владимира на престол.
Присутствует 5 ноября 1553 года на свадьбе казанского царя Симеона Бекбулатовича с Марией Андреевной Кутузовой.
В июне 1555 года в Николо-Угрешском монастыре состоялась встреча образа Николы Великорецкого с Вятки. Летопись писала: «Того же лета, июня в 29, в субботу святых апостол Петра и Павла, принесен бысть образ святого великого чюдотворца Николы от Вятцких сел Великоречиа в царствующий град Москву. И царь великий государь послал брата своего князя Юрия Васильевича, а велел встретить у монастыря святого Николы на Угреши у судна на реке на Москве образ святого чудотворца Николы».
Вместе с царём, митрополитом Макарием, супругой встречает 09 августа 1558 года чудотворные иконы пречистой Богоматери и Николы Чудотворца, уцелевшие после взятия Ругодива. В Москву их привёз юрьевский архимандрит Варфоломей.
В сентябре 1559 года сопровождает царя, царицу и их детей в поездке на богомолье.
Умер 24 ноября 1563 года. Отпевал его при погребении сарский епископ Матвей.
Погребён в Архангельском соборе Московского кремля. Саркофаг князя украшает молитва: «Иже глубинами мудростью человеколюбие вся строя, еже на пользу всем подавая, едине Содетелю покой Господи душа усопших».
Его брат делает вклад в Соловецкий монастырь «по его душе» в размере 100 рублей.

## Семья
Жена княжна Иулиания Дмитриевна (урожденная Палецкая), от брака с которой родился сын:
- Князь Василий Юрьевич (6 марта 1559 — 20 февраля 1560) — крещён митрополитом Макарием, однако на следующий год младенец умирает.

После его смерти жена его постриглась под именем Александры в монахини. В 1569 году по приказу царя потоплена в реке Шексне вместе с Ефросиньей Старицкой. По другой версии, это утверждение является легендой времён Н. М. Карамзина, а на самом деле княгиня Ульяна (Александра) жила в Новодевичьем монастыре, где и умерла своей смертью в мае 1574 года.

## Воспоминания современников
Так как глухонемых детей в то время учить не умели, Юрий производил впечатление умственно отсталого.
- Князь Андрей Михайлович Курбский писал: «….без ума и без памяти и бессловесный, как див какой»[2].

- Шведский дипломат и хронист Пётр Петрей прямо писал, что был он: «кривой и неспособный к правлению».

## Галерея

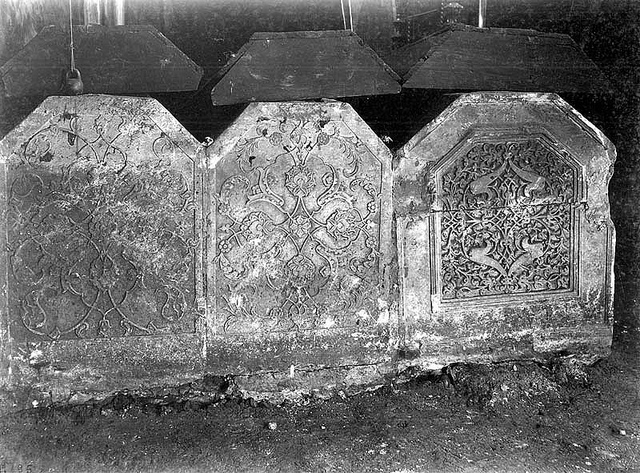
Архангельский собор. Вид торцов надгробий Вел. кн. Ивана Даниловича Калиты (ум. 1340) Симеона Ивановича Гордого (1316—1353) и кн. Георгия Васильевича (1533—1563) Надгробия в первом ряду у южной стены. Фотография К. А. Фишера. 1905 год. Из коллекций Музея архитектуры им. А. В. Щусева.
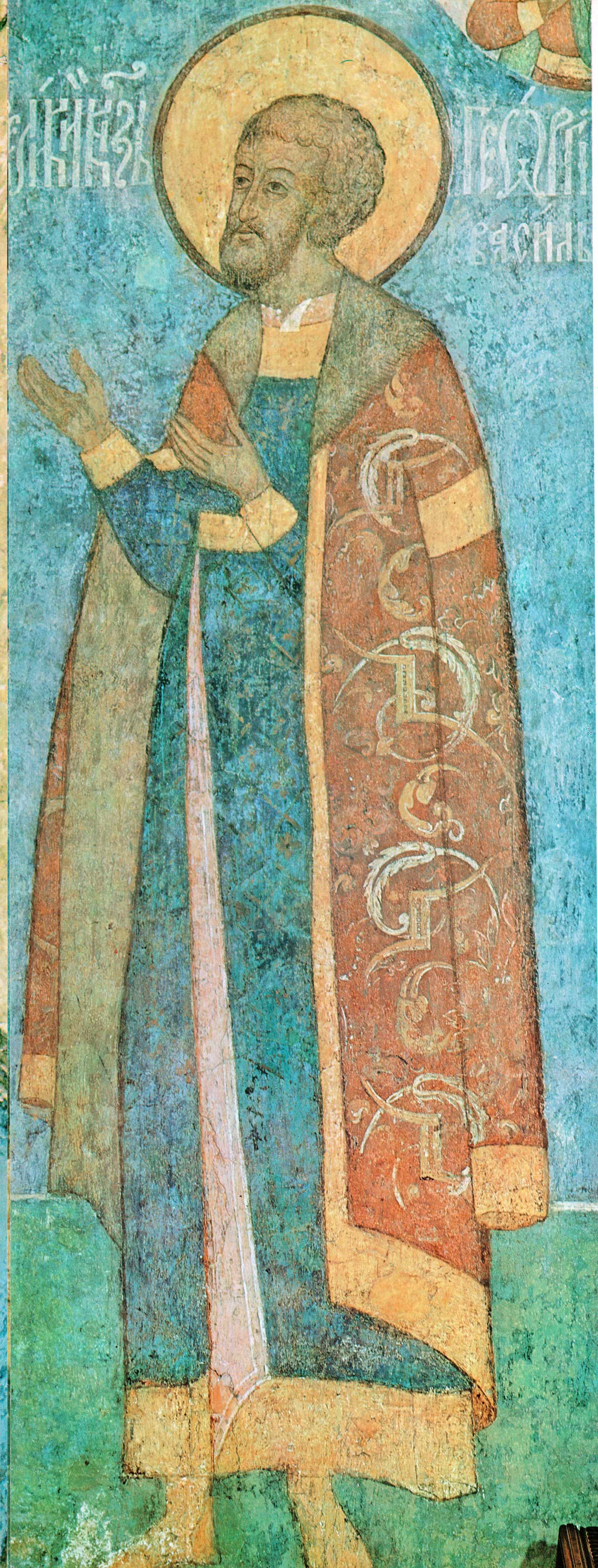
Фреска с изображением князя Юрия из Архангельского собора
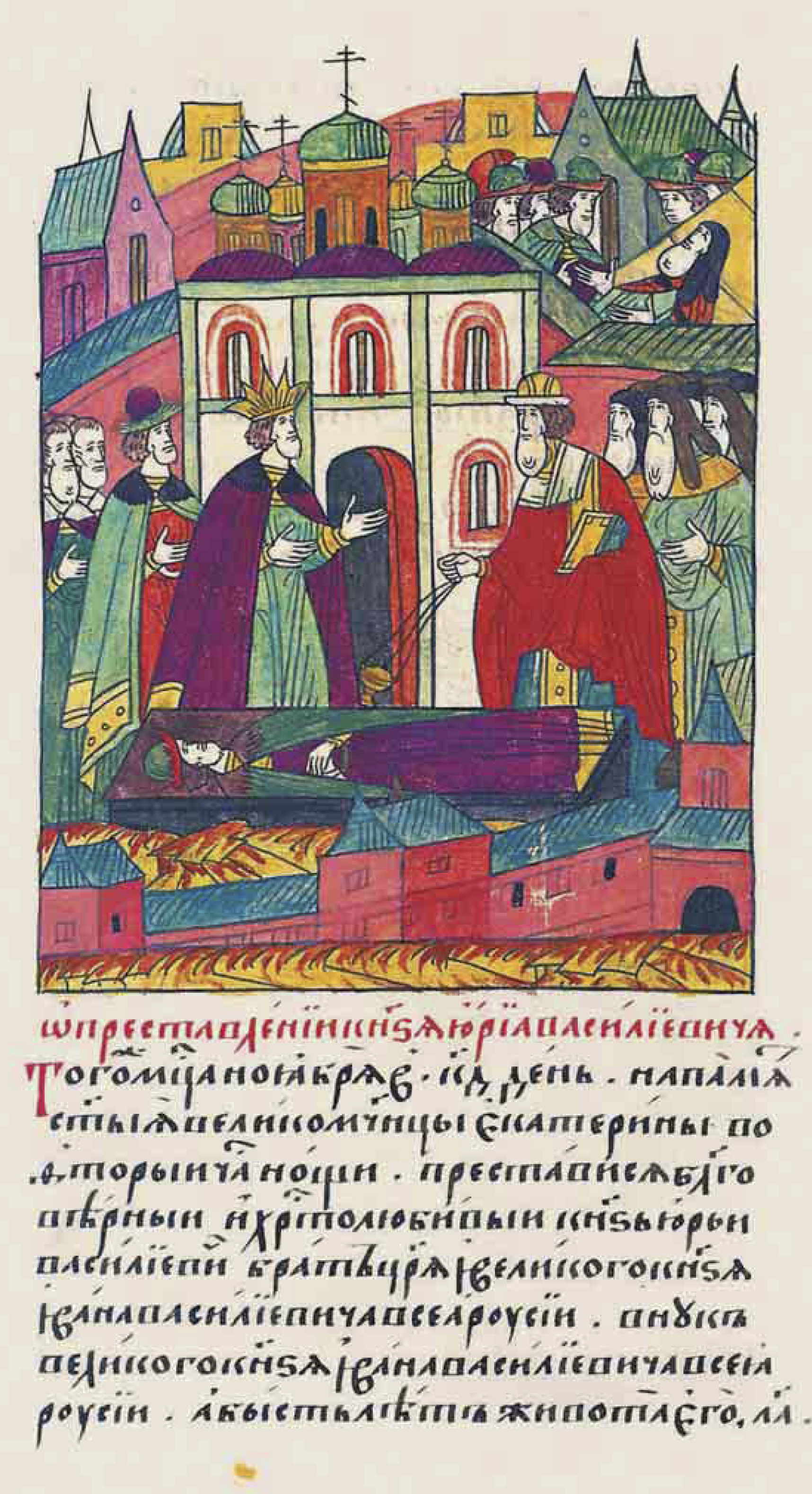
Смерть Юрия